# Cancelled
Cancelled is aflevering 97 (#701) van de animatieserie South Park. In de Verenigde Staten werd de aflevering voor het eerst uitgezonden op 19 maart 2003.

## Verhaal
De jongens hebben een déjà vu als alles hetzelfde gaat als in de 1e aflevering van de serie: Cartman Gets an Anal Probe.
Ze maken contact met buitenaardse wezens en ze worden naar hun schip getransporteerd.
Daar komen ze erachter dat de Anal Probe in Cartmans kont niet meer is dan een zendmast voor de buitenaardse realityshow Earth.
De aarde is dus 1 grote show, bij elkaar gezet door buitenaardse wezens.
Ook komen ze erachter dat de buitenaardse wezens de show willen stoppen, dus alles willen vernietigen.
Ze willen alles doen om dat te voorkomen, en gaan naar de bazen van het bedrijf.
Die weten ze na een gekke nacht, waarin de bazen stomdronken zijn en op hun manier seks hebben gehad, over te halen om de show niet te stoppen.
Om 1 voorwaarde: Ze moeten ervoor zorgen dat er meer oorlog op aarde komt.